# Oliver Hughes (żołnierz)
Oliver Hughes (ur. 1844, zm. 1911) – amerykański żołnierz piechur Armii Unii, który w lutym 1865 roku został odznaczony amerykańskim Medalem Honoru za heroizm podczas wojny secesyjnej.